# 樋口和喜
樋口 和喜（ひぐち かずよし、1954年 ‐ ）は、日本の実業家、外交官。メキシコ住友商事社長などを経て、駐エルサルバドル特命全権大使を務めた。

## 来歴
1954年、岐阜県岐阜市出身。早稲田大学商学部を卒業後、1979年に住友商事に入社した。入社後は、自動車製造事業部で中南米、北米他各地で自動車製造設備・部品ビジネス、製造投資に従事。1998年、メキシコ住友商事モンテレイ支店長。2004年、住友商事自動車製造事業部部長。2009年、メキシコ住友商事社長就任。2014年、自動車製造事業部参事、株式会社キリウ副社長兼メキシコキリウ社長。2017年6月、住友商事退職。メキシコ駐在通算4回17年。2017年6月から2020年11月まで外務省特別職としてエルサルバドル共和国駐箚特命全権大使を務めた。退官後、一般社団法人日本車いすカーリング協会副会長、ポケトーク株式会社顧問、情報セキュリティ株式会社顧問、サイエスト株式会社顧問などを務める。

## 著書
- 『ヒスパニックマイノリティとメキシコ自動車ビジネス』日本橋出版（2021/6/25）ISBN：4908862960
- 『商社マン、エルサルバドル大使になる』(インターナショナル新書) 集英社（2022/12/7）ISBN：4797681154

## 動画
- 「世界ヘ挑む、エルサルバドルのパラアスリートを支援！」
- 「国別駐在員研修 ・メキシコ編：樋口和喜」